# Selenipedieae
Selenipedieae es una tribu de la subfamilia Cypripedioideae dentro de la familia Orchidaceae. Se divide en:

## Subtribus y géneros
- Subtribu: Selenipediinae
  - Géneros: Selenipedium